# Liste der Baudenkmäler in Püchersreuth

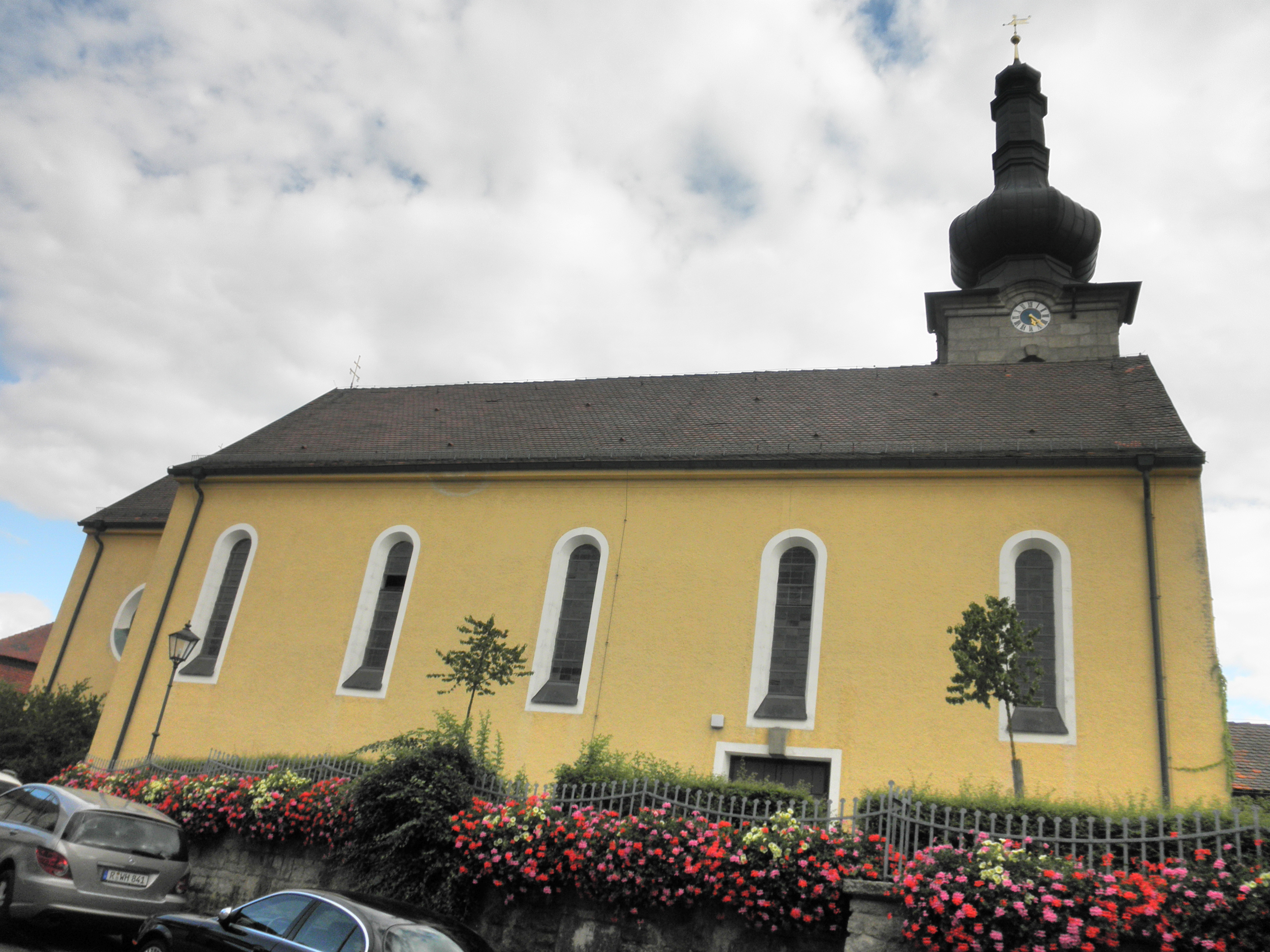
Kirche in Wurz

Auf dieser Seite sind die Baudenkmäler in der Oberpfälzer Gemeinde Püchersreuth zusammengestellt. Diese Tabelle ist eine Teilliste der Liste der Baudenkmäler in Bayern. Grundlage ist die Bayerische Denkmalliste, die auf Basis des Bayerischen Denkmalschutzgesetzes vom 1. Oktober 1973 erstmals erstellt wurde und seither durch das Bayerische Landesamt für Denkmalpflege geführt wird. Die folgenden Angaben ersetzen nicht die rechtsverbindliche Auskunft der Denkmalschutzbehörde.

## Baudenkmäler nach Ortsteilen

### Püchersreuth
| Lage                                   | Objekt                                                 | Beschreibung | Akten-Nr.    | Bild |
| -------------------------------------- | ------------------------------------------------------ | --- | ------------ | ---- |
| Freiherr-von-Hundt-Straße 4 (Standort) | Evangelisch-lutherische Pfarrkirche St. Peter und Paul | Saalkirche mit Walmdach und eingezogenem Rechteckchor, Chorscheitelturm mit Zwiebelhaube, 1714 unter Verwendung mittelalterlicher Teile; mit Ausstattung Kirchhofmauer nach Westen, Süden und Osten, Bruchstein, im Süden Granitpfeiler mit Kugelbekrönung, wohl gleichzeitig | D-3-74-150-2 | BW   |
| Hauptstraße 5 (Standort)               | Ehemaliger Dorfbenennungsstein                         | Granit, mit oberer Abschrägung, 19. Jahrhundert | D-3-74-150-3 | BW   |
| Hauptstraße 9 (Standort)               | Pfarrhof                                               | Zweigeschossiger Satteldachbau mit Sohlbankgesims und Treppengiebeln, Mitte 19. Jahrhundert Ehemaliger Stall, langgestreckter eingeschossiger Pultdachbau, mit kleinem Gebäudeflügel nach Südosten, Anfang 19. Jahrhundert Stadel, Steildachbau, Holzständerwerk mit Verbretterung, Anfang 19. Jahrhundert Ehemaliges Gesindehaus, kleiner zweigeschossiger Satteldachbau, Anfang 19. Jahrhundert | D-3-74-150-4 | BW   |
| Hauptstraße 16 (Standort)              | Schloss                                                | Zweigeschossiger Walmdachbau über gewinkeltem Grundriss, mit geohrten Fensterrahmungen und Hofarkaden, bezeichnet mit „1721“ Hoftor, mit rundbogiger Durchfahrt und Nebeneingang, bezeichnet mit „1584“ | D-3-74-150-5 | BW   |
| Kirchenstraße 4 (Standort)             | Katholische Pfarrkirche St. Peter und Paul             | Saalkirche mit Steildach und kurzen Querhausarmen, eingezogener, fünfseitig geschlossener Chor, Flankenturm mit Zwiebelhaube, neubarock, 1910 von Heinrich Hauberrisser; mit Ausstattung Friedhofsmauer, Bruchstein und Stampfbeton, gleichzeitig | D-3-74-150-6 | BW   |
| Kirchenstraße 5 (Standort)             | Hausfigur St. Josef                                    | Holz, farbig gefasst, um 1910 | D-3-74-150-7 | BW   |

### Botzersreuth
| Lage                      | Objekt   | Beschreibung                                                                                      | Akten-Nr.    | Bild |
| ------------------------- | -------- | ------------------------------------------------------------------------------------------------- | ------------ | ---- |
| Botzersreuth 4 (Standort) | Wegkreuz | Gusseisenkruzifix, Granitsockel mit Blendmaßwerk und Inschrift, neugotisch, bezeichnet mit „1865“ | D-3-74-150-8 | BW   |

### Eppenreuth
| Lage                     | Objekt    | Beschreibung                                                                           | Akten-Nr.    | Bild |
| ------------------------ | --------- | -------------------------------------------------------------------------------------- | ------------ | ---- |
| In Eppenreuth (Standort) | Dorfkreuz | Eisenkruzifix auf mächtigem Granitsockel mit Basis und Kapitell, bezeichnet mit „1833“ | D-3-74-150-9 | BW   |

### Ilsenbach
| Lage                                                                    | Objekt                                           | Beschreibung | Akten-Nr.     | Bild |
| ----------------------------------------------------------------------- | ------------------------------------------------ | --- | ------------- | ---- |
| In Ilsenbach; Schloßleite (Standort)                                    | Dorfkreuz                                        | Granitsockel mit Inschrift, neugotisch, bezeichnet mit „1864“, darauf erneuertes Holzkreuz                                                                                           | D-3-74-150-12 | BW   |
| Ilsenbach 36 (Standort)                                                 | Katholische Filialkirche St. Johannes der Täufer | Saalkirche mit Walmdach und wenig eingezogenem Rechteckchor, Chorturm mit Knickhelm, romanisch; mit Ausstattung Friedhofsbefestigung nach Südosten, Bruchstein, wohl mittelalterlich | D-3-74-150-10 | BW   |
| Pointenflur; Von Ilsenbach zur St 2172 (Standort)                       | Bildstock                                        | Granitpfeiler mit ausgekehlten Kanten, Laterne mit Kreuzdach und halbrunden Bildfeldern, bezeichnet mit „1724“                                                                       | D-3-74-150-14 | BW   |
| Schloß Ilsenbach 1 (Standort)                                           | Schloss Ilsenbach, ehemaliges Landsassengut      | Mächtiger dreigeschossiger Walmdachbau mit profilierten Fenstergewänden, eingeschossiger Steildachbau nach Osten, 17. Jahrhundert                                                    | D-3-74-150-11 | BW   |
| Von Ilsenbach nach Auerberg; von Ilsenbach nach Botzersreuth (Standort) | Granitkreuz, wohl Sühnekreuz                     | Mit eingeritzter Pflugschar, mittelalterlich | D-3-74-150-13 | BW   |

### Kotzenbach
| Lage                                                                 | Objekt   | Beschreibung                               | Akten-Nr.     | Bild     |
| -------------------------------------------------------------------- | -------- | ------------------------------------------ | ------------- | -------- |
| Kotzenbach 3, am Ortsrand an der Straße nach Pfaffenreuth (Standort) | Wegkreuz | Kruzifix, Gusseisen, bezeichnet mit „1864“ | D-3-74-150-16 | Wegkreuz |

### Mitteldorf
| Lage            | Objekt   | Beschreibung                                                                                     | Akten-Nr.     | Bild |
| --------------- | -------- | ------------------------------------------------------------------------------------------------ | ------------- | ---- |
| (Standort)      | Kreuz    | Gusseisenkruzifix auf Granitsockel, bezeichnet mit „1858“                                        | D-3-74-150-18 | BW   |
| Bühl (Standort) | Wegkreuz | Eisenkreuz mit Blechtafelfiguren, auf Granitsockel mit Basis und Kapitell, Mitte 19. Jahrhundert | D-3-74-150-17 | BW   |

### Rotzendorf
| Lage                     | Objekt    | Beschreibung | Akten-Nr.     | Bild |
| ------------------------ | --------- | --- | ------------- | ---- |
| Langwiesweg (Standort)   | Bildstock | Schlanker Granitpfeiler mit ausgekehlten Kanten, Laterne mit Kreuzdach und halbrunden Bildfeldern, bezeichnet mit „1705“ | D-3-74-150-20 | BW   |
| Die Öd (Standort)        | Bildstock | Granitpfeiler mit ausgekehlten Ecken, Laterne mit halbrunden Bildfeldern, bezeichnet mit „1744“                          | D-3-74-150-21 | BW   |
| In Rotzendorf (Standort) | Wegkreuz  | Gusseisenkruzifix auf bildstockartigem Granitsockel mit Inschrift, bezeichnet mit „1893“                                 | D-3-74-150-19 | BW   |
| Rotzendorf 5 (Standort)  | Kruzifix  | Eisenkreuz mit Blechtafelfiguren, auf bildstockartigem Granitsockel, wohl zweite Hälfte 19. Jahrhundert                  | D-3-74-150-39 | BW   |

### Rotzenmühle
| Lage                                   | Objekt      | Beschreibung | Akten-Nr.     | Bild |
| -------------------------------------- | ----------- | --- | ------------- | ---- |
| Rotzenmühle 1; Untere Leite (Standort) | Rotzenmühle | Mühlengebäude, Wohnstallhaus, langgestreckter zweigeschossiger Walm- bzw. Halbwalmdachbau über leicht kurviertem Grundriss, nach Osten ehemaliger Stall, Mahlwerk nach Westen, Türrahmung bezeichnet mit „1786“, im Kern älter Nebengebäude, zweigeschossiger abgewinkelter Satteldachbau, nach Westen Stall mit Quergiebel und Laube, nach Osten Stadel, 19. Jahrhundert, Türsturz am Stall bezeichnet mit 1743 Wegkreuz, Eisenkreuz mit Blechtafelfiguren, auf bildstockartigem Granitsockel, bezeichnet mit „1844“ Backhaus, eingeschossiger Walmdachbau mit Knickdachflügel nach Westen, Bruchsteinsockel, bezeichnet mit „1921“ | D-3-74-150-22 | BW   |

### Sankt Quirin
| Lage                                   | Objekt                      | Beschreibung | Akten-Nr.     | Bild |
| -------------------------------------- | --------------------------- | --- | ------------- | ---- |
| Bei Sankt Quirin; Bergäcker (Standort) | Bildstock                   | Granitpfeiler mit abgefasten Kanten, Laterne mit segmentbogigen Bildnischen, bezeichnet mit „1934“                                                                              | D-3-74-150-25 | BW   |
| Geisbühl (Standort)                    | Bildstock                   | Gemauerter Pfeiler, darauf kleines Bildhäuschen mit halbrunden Bildnischen, bezeichnet mit „1631“, 1997 renoviert                                                               | D-3-74-150-24 | BW   |
| Sankt Quirin 1 (Standort)              | Wallfahrtskirche St. Quirin | Saalkirche mit Seitenemporen, mit Walmdach und eingezogenem, fünfseitig geschlossenem Chor, Flankenturm mit Zwiebelhaube, um 1680; mit Ausstattung                              | D-3-74-150-23 | BW   |
| Sankt Quirin 2 (Standort)              | Ehemals Mesnerhaus          | Zweigeschossiger Steildachbau, Obergeschoss und Giebel Holzfachwerk, im Kern Mitte 17. Jahrhundert, aufgestockt im 18. Jahrhundert, weitere Umbauten im 19. und 20. Jahrhundert | D-3-74-150-35 | BW   |

### Walpersreuth
| Lage                        | Objekt      | Beschreibung | Akten-Nr.     | Bild |
| --------------------------- | ----------- | --- | ------------- | ---- |
| In Walpersreuth (Standort)  | Kruzifix    | Granitsockel mit Maßwerkfries und Inschrift, neugotisch, bezeichnet mit „1827“, dahinter modernes Holzkreuz mit Blechtafelfiguren | D-3-74-150-26 | BW   |
| B 15; Baumgarten (Standort) | Granitkreuz | Wohl Sühnekreuz, mittelalterlich | D-3-74-150-27 | BW   |
| Walpersreuth 1 (Standort)   | Vierseithof | Ehemaliges Wohnstallhaus, eingeschossiger Satteldachbau, nach Norden Stallteil, nach Süden Fachwerkgiebel, im Inneren bezeichnet mit „1794“ Remise nach Westen, holzverschalter Ständerwerksbau mit Satteldach, Anfang 20. Jahrhundert Stallstadel nach Süden, Satteldachbau, holzverschalt, nach Osten Massivteil, Anfang 20. Jahrhundert Stadel nach Norden, holzverschalter Ständerwerksbau mit überkreuzten Kopfstreben, 18./19. Jahrhundert | D-3-74-150-36 | BW   |

### Wurz
| Lage                     | Objekt                               | Beschreibung | Akten-Nr.     | Bild           |
| ------------------------ | ------------------------------------ | --- | ------------- | -------------- |
| Dorfstraße (Standort)    | Granitkreuz                          | Wohl Sühnekreuz, mittelalterlich; Kruzifix, Gusseisen auf Granitsockel mit Blendmaßwerk, neugotisch, bezeichnet mit „1861“ | D-3-74-150-33 | weitere Bilder |
| Friedhofweg 9 (Standort) | Friedhofskreuz                       | Gusseisenkruzifix, auf Granitsockel mit Stufenpostament, bezeichnet mit „1906“ | D-3-74-150-32 | BW             |
| Kirchplatz 1 (Standort)  | Pfarrhof Wurz                        | Zweigeschossiger Mansardwalmdachbau mit Ecklisenen und profilierten Fenstergewänden, bezeichnet mit „1780“, wohl von Johann Jakob Philipp Muttone Stall, eingeschossiger Schopfwalmdachbau, Bruchstein, um 1800 Stadel, Steildachbau, Holzständerwerk mit Verbretterung, um 1800 Nebengebäude, kleiner Steildachbau mit Hofmauer als westliche Traufseite; Hofeinfriedung, mit rundbogiger Tordurchfahrt und korbbogigem Nebeneingang, nach Nordosten Granitpfeiler mit profilierten Abschlüssen, wohl um 1800 | D-3-74-150-31 | weitere Bilder |
| Kirchplatz 3 (Standort)  | Katholische Pfarrkirche St. Matthäus | Zweischiffige asymmetrische Hallenkirche mit Steildach und eingezogenem Rechteckchor, 1933 von Heinrich Hauberrisser, Flankenturm mit Zwiebelhaube von 1683; mit Ausstattung | D-3-74-150-28 | weitere Bilder |
| Kirchplatz 3 (Standort)  | Friedhofskapelle                     | Kleiner Steildachbau mit eingezogenem, halbrund geschlossenem Chor, 1745; mit Ausstattung | D-3-74-150-29 | BW             |
| Löherl (Standort)        | Kreuzigungsgruppe                    | Kruzifix und Beifiguren aus Gusseisen, farbig gefasst, auf Granitsockeln, bezeichnet mit „1849“ | D-3-74-150-34 | BW             |

## Ehemalige Baudenkmäler
In diesem Abschnitt sind Objekte aufgeführt, die früher einmal in der Denkmalliste eingetragen waren, jetzt aber nicht mehr. Objekte, die in anderem Zusammenhang – also z. B. als Teil eines Baudenkmals – weiter eingetragen sind, sollen hier nicht aufgeführt werden. Aktennummern in diesem Abschnitt sind ehemalige, jetzt nicht mehr gültige Aktennummern.

| Lage                                 | Objekt           | Beschreibung                                                         | Akten-Nr.     | Bild |
| ------------------------------------ | ---------------- | -------------------------------------------------------------------- | ------------- | ---- |
| Püchersreuth Eschenweg 11 (Standort) | Granittürrahmung | bezeichnet mit dem Jahr 1796                                         | D-3-74-150-1  | BW   |
| Kotzenbach In Kotzenbach (Standort)  | Dorfkreuz        | Mitte 19. Jahrhundert, Kruzifix und Schmerzensmaria auf Blech gemalt | D-3-74-150-15 | BW   |